# Ctenotus schevilli
Ctenotus schevilli (чорноземний гребневухий сцинк) — вид сцинкоподібних ящірок родини сцинкових (Scincidae). Ендемік Австралії. Вид названий на честь американського палеонтолога Вільяма Шевілла.

## Поширення і екологія
Чорноземні гребневухі сцинки мешкають у внутрішніх районах Квінсленда, від Річмонда до Маттабарри та Арамака. Вони живуть на луках і в саванах.